# Sharehoster
Als Sharehoster, One-Click-Hoster, Filehoster oder Cyberlocker werden Filehosting-Dienste bezeichnet, bei denen der Anwender Dateien unmittelbar mit oder ohne vorherige Anmeldeprozedur speichern kann.
Das Hochladen geschieht in der Regel über die Website des Anbieters. So wird außer einem Webbrowser meist kein zusätzliches Programm zur Übertragung benötigt. Anschließend erhält der Anwender eine URL, unter der die Datei angezeigt bzw. heruntergeladen werden kann. Oft besteht die Möglichkeit, die hochgeladene Datei mittels eines zusätzlich erhaltenen Codes (Lösch-URL) wieder zu löschen. Bei Dateiaustauschdiensten besteht die Möglichkeit, hochgeladene Dateien mit anderen Anwendern zu tauschen.

## Einschränkungen

### Sicherheit
Meist gibt es keine Suchfunktion, sodass eine Datei nur dann heruntergeladen werden kann, wenn man ihre Adresse (URL) kennt. Es gibt in der Warez-Szene jedoch Websites, bei denen Nutzer die Adressen veröffentlichen können, sowie Suchmaschinen für veröffentlichte Adressen.
Einige Sharehoster speichern die IP-Adressen der hochladenden Rechner zusammen mit Uhrzeit und Datum.
Bei vielen Dienstanbietern wird die Datei automatisch gelöscht, wenn sie über einen bestimmten Zeitraum nicht abgerufen wurde; ausgenommen sind Dateien von zahlenden Kunden. Daher eignen sich solche Dienste nur unter bestimmten Umständen als Online-Datenspeicherungsmedien. Dienste, die als Cyberlocker bezeichnet werden, sind meist auf eine längere Speicherung von Dateien angelegt und funktionieren dadurch als eine Art virtuelle Online-Festplatte.

### Übertragungsgeschwindigkeit
Viele Sharehoster schränken den Funktionsumfang und die Übertragungsgeschwindigkeit für nicht zahlende Nutzer ein und bieten alternativ einen kostenpflichtigen Zugang an, der weniger oder keine Einschränkungen aufweist. Teilweise wird auch Bannerwerbung eingesetzt.

### Hochladen
Die maximale Dateigröße ist bei den meisten Anbietern auf einige hundert Megabyte beschränkt. Vereinzelt sind kostenfrei bis zu zwei Gigabyte möglich. Größere Volumina sind meist kostenpflichtig.

### Herunterladen
Für Nutzer des kostenlosen Angebots fällt bei vielen Sharehostern vor dem Laden eine 3- bis 150-sekündige Wartezeit an, in der oftmals Werbung eingeblendet wird. Manche Anbieter fordern zusätzlich zur Eingabe eines Captcha auf, um den automatisierten Abruf durch Download-Manager zu verhindern. Nach dem Abruf bleibt die IP-Adresse bei einigen Filehostern für nicht zahlende Nutzer oftmals für mehrere Stunden gesperrt, bevor eine weitere Datei heruntergeladen werden kann.

## Imagehoster
Ein „Imagehoster“ ist ein Dienst, der Bilder innerhalb eines Netzwerks speichert (ugs.: "hostet"). Im näheren Sinne versteht man darunter ein im Internet angesiedeltes Angebot, welches das Hochladen, Betrachten und durch Herunterladen das Verteilen der Bilder ermöglicht. Mitunter ist eine Anmeldung notwendig. Einige Dienste beschränken ihr Angebot inhaltlich oder für bestimmte Nutzerkreise. Insbesondere verbieten viele öffentlich verfügbare Imagehoster anstößige oder rechtswidrige Inhalte.

### Proprietäre Dienste
Zu den verbreiteten Imagehostern zählen Flickr, ImageShack, Imgur, Fotocommunity.de, Directupload, locr und Photobucket.com. Einige Imagehoster bieten zusätzliche Möglichkeiten an, wie beispielsweise das Verwalten verschiedener Auflösungen. Auch ist es möglich, seine hochgeladenen Bilder per Lightbox aufrufen zu lassen, solange die Zielwebsite wie Foren die Einbindung von Skripten und HTML unterstützt.

## Weitere mögliche Anwendungen
Sharehoster eignen sich besonders zur Übertragung größerer Dateien an bestimmte Personen, da ein Versand per E-Mail häufig an den technischen Rahmenbedingungen scheitert. So begrenzen viele kostenlose E-Mail-Anbieter die maximale Größe von zu versendenden E-Mails auf einige wenige Megabyte, was beispielsweise nicht für den Versand eines mit einer Digitalkamera erstellten Fotoalbums ausreicht.
Einige Sharehoster bieten hier spezielle Funktionen, wie zum Beispiel Fotogalerien und die Wiedergabe multimedialer Inhalte.
Oft werden die Links auch öffentlich verteilt, um die Datei einem größeren Publikum zur Verfügung zu stellen oder die eigenen Server zu entlasten. So wurde zeitweise der Sharehoster Stepload von den Betreibern der deutschen Qip-Website zur Bereitstellung einer neuen Softwareversion als Spiegelserver ("mirror") verwendet, da die eigenen Serverkapazitäten nicht ausreichten.

## Kontroverse
Durch die enorme technische Infrastruktur einiger Sharehoster werden diese auch zur illegalen Verbreitung urheberrechtlich geschützter Inhalte (Software, Musik, Filme) genutzt und stehen deshalb häufig in der Kritik der Rechteinhaber.
Der Markt der Sharehoster war teilweise hart umkämpft, daher versuchten einige Anbieter mit Premiumangeboten Nutzer zum Hochladen zu locken und zu motivieren: Angemeldete Nutzer konnten an einem Affiliate-Programm teilnehmen, bei dem nach bestimmten Abruf-Volumina der von ihnen hochgeladenen Dateien Prämien ausgezahlt wurden. Das führte zu weiterer Kritik (vgl. Weblinks), da somit teilweise mit der Verbreitung urheberrechtlich geschützter Werke Geld verdient wurde.
Im Januar 2012 wurde Megaupload, einer der größten Sharehoster, vom FBI in internationaler Zusammenarbeit auf Betreiben von Rechteinhabern geschlossen, und die Betreiber wurden verhaftet.
In einer Reaktion darauf soll es laut Medienberichten zu panikartigen Reaktionen bei anderen Sharehostern gekommen sein. Viele Anbieter sperrten daraufhin massenweise Nutzerkonten und Dateien, froren ihre Affiliate-Programme ein, schlossen ihre Dienste für die öffentliche Nutzung oder stellten den Dienst teilweise ganz ein.
Auch der Schweizer Anbieter Rapidshare lieferte sich einen mehrjährigen Rechtsstreit mit der GEMA. Er stellte 2015 seinen Betrieb ein.